# Fatsa
Fatsa – miasto w Turcji w prowincji Ordu.
Według danych na rok 2000 miasto zamieszkiwało 63 721 osób.